# That’ll Flat Git It!
That’ll Flat Git It! ist eine der erfolgreichsten CD-Reihen des deutschen Labels Bear Family Records. Die Serie befasst sich thematisch mit Rockabilly und wird in nicht chronologischer Reihenfolge unregelmäßig erweitert. Auf jeder CD sind verschiedene Titel eines legendären Plattenlabel der 1950er-Jahre enthalten. Die erste CD erschien 1993 mit dem Thema Rockabilly from the Vaults of RCA, ausschließlich mit Stücke aus dem RCA Records Katalog.
Die Aufmachung dieser CD-Serie ist mit großem Aufwand verbunden. Für die Zusammenstellung der einzelnen CDs wurde Bill Millar verpflichtet, ein Rockabillyhistoriker der 1970er- und 1980er-Jahre, die Begleithefte werden von renommierten Musikhistorikern wie Colin Escott, Michael Wells, Wayne Russel, Bill Dahl oder Rob Finnis geschrieben. Bear Family stellt laut eigener Aussage über heute unbekannte Musiker selbst Nachforschungen an, um den Käufern im Booklet Informationen präsentieren zu können, sodass es für fast jeden Künstler eine mehr oder weniger ausführliche Biographie gibt. Der Titel der Reihe lehnt sich an dem Erkennungsspruch des frühen Rockabilly-DJs Dewey Phillips an, der „That’ll Flat Git It!“ zu Beginn jeder seiner Radiosendungen rief.
Mittlerweile hat sich die Reihe zu einem Standard unter Rockabilly-Sammlern entwickelt. Im Oktober 2021 erschien die 38. Ausgabe.